# Irving Fisher
Irving Fisher (27. února 1867 – 29. dubna 1947) byl americký ekonom, statistik, matematik, vynálezce, průkopník v oblasti ekonometrie a jeden z prvních amerických neoklasických ekonomů, ačkoli jeho pozdější práce o dluhové deflaci se staly doménou postkeynesiánské školy. Joseph Schumpeter ho popsal jako „největšího ekonoma, jakého kdy USA stvořily“. Tento výrok byl později opakovaný ekonomy Jamesem Tobinem a Miltonem Friedmanem.
Proslavil se zejména jako autor transakční rovnice směny. Byl také jedním z prvních významných teoretiků kvantitativní teorie peněz 20. století. Jeho výzkum této teorie umožnilo otevření školy tzv. makroekonomického myšlení známé jako „monetarismus“. Fisher významně přispěl k teorii užitečnosti a obecné rovnováhy. Byl také průkopníkem ve studii  tzv. přechodné volby na trzích, což ho dovedlo k vytvoření teorie kapitálu a úrokových sazeb. Byl také průkopníkem ekonometrie a vývoje indexových čísel. Některé termíny, které jsou po něm pojmenované, zahrnují Fisherovu rovnici, Fisherovu hypotézu, mezinárodní Fisherův efekt, Fisherovu teorii o oddělení a Fisherův trh.
Irving Fisher byl možná první ekonomickou „celebritou“, ale jeho pověst během jeho života byla nenávratně poškozena jeho veřejnými prohlášeními, těsně před havárií na Wall Street z roku 1929, že akciový trh dosáhl „trvale vysoké hladiny“. Jeho následná teorie deflace dluhu (jako vysvětlení Velké deprese), stejně jako jeho obhajoba plně rezervního bankovnictví a alternativních měn, byly do značné míry ignorovány ve prospěch práce Johna Maynarda Keynese. Fisherova reputace se od té doby zotavila v neoklasické ekonomii, zejména poté, co byla jeho práce znovu nalezena koncem padesátých let, a z velké části díky zvýšenému zájmu o deflaci dluhu po recesi koncem roku 2000.
Poté, co četně přispěl k ekonomické teorii, se až do své smrti stal nejpřednějším zastáncem úplné rezervní bankovní reformy. Byl jedním z autorů Programu pro měnovou reformu, kde jsou nastíněny obecné koncepce 100% rezervního systému.

## Život
Irving Fisher se narodil v Saugerties v New Yorku. Jeho otec byl učitel a církevní ministrant, který vychoval svého syna s myšlenkou, že musí být užitečným členem společnosti. I přes to, že byl vychován v náboženské rodině, se později stal ateistou.
Jako dítě měl pozoruhodné matematické schopnosti a smysl pro vynalézavost. Týden po přijetí na vysokou školu Yale mu zemřel otec ve věku 53 let. Irving po smrti svého otce pracoval převážně jako doučovatel, aby zaopatřil svoji matku a bratra. V roce 1888 získal bakalářský titul s výbornými studijními výsledky a byl rovněž zvolen za člena společnosti Skull and Bones.
V roce 1891 Fisher získal doktorát na Yale University. Po absolvování univerzity Yale studoval Fisher v Berlíně a Paříži.
Jeho poradci byli teoretický fyzik Willard Gibbs a sociolog William Graham Sumner. Jako student ukázal Fisher mimořádný talent a sklony k matematice, ale zjistil, že ekonomie nabízí větší prostor pro jeho ambice a sociální zájmy. Jeho diplomová práce, publikovaná Yalem v roce 1892 pod názvem Matematická vyšetřování v teorii hodnoty a cen, byla důkladným vývojem teorie obecné rovnováhy. Když začal Fisher práci psát, nebyl si vědom toho, že francouzský matematický ekonom Léon Walras a jeho evropští učedníci již pokryli podobnou tematiku. Nicméně, Fisherova práce byla velmi významným příspěvkem a byla evropskými mistry, jako je Francis Edgeworth, okamžitě uznána jako prvotřídní. V letech 1895–1935 působil na univerzitě Yale jako profesor ekonomie a od roku 1935 jako emeritní profesor.
Mezi lety 1896–1910 editoval literární časopis Yale Review a byl aktivní v mnoha naučných společnostech, institucích a sociálních organizacích. V roce 1918 se stal prezidentem Americké ekonomické asociace. Americká matematická společnost ho vybrala jako svého laureáta na cenu Gibbs pro rok 1929. V roce 1918 se stal prezidentem Americké ekonomické společnosti. Jeho práce na poli matematické ekonomie byla vysoce sofistikovaná a uznávaná předními ekonomy tehdejší doby. V roce 1930 Fisher spoluzakládal s Ragnarem Frischem a Charlesem F. Roosem Ekonometrickou společnost a stal se též jejím prvním prezidentem.
Získal také cenu New York Medical Society za vynález stanu pro léčbu obětí tuberkulózy.
Fisher byl plodným spisovatelem, produkujícím žurnalistiku, technické knihy a články zabývající se různými společenskými otázkami, které se týkají první světové války, dvacátých a třicátých let 20. století. Vytvořil několik praktických vynálezů, z nichž nejpozoruhodnějším byl tzv. „index viditelného registračního systému“, který nechal patentovat v roce 1913 a později v roce 1925 ho prodal Kardexu Randovi. Toto a jeho následné akciové investice z něho udělaly bohatého muže, dokud nebyl zasažen velkou hospodářskou krizí v roce 1929.
Fisher byl také aktivním bojovníkem za společnost a zdraví, zastáncem vegetariánství, prohibice a eugeniky.
V 1893 se oženil s Margaret Hazardovou, vnučkou průmyslníka na Rhode Islandu a sociálního reformátora Rowland G. Hazarda.
Zemřel v New Yorku v roce 1947 ve věku 80 let.

## Ekonomické teorie

### Teorie užitku
Americký ekonom James Tobin tvrdil, že k intelektuálním průlomům, které označují neoklasickou revoluci v ekonomii, došlo v Evropě kolem roku 1870. Další dvě dekády byly svědky živých debat, které vedly k tomu, že nová ekonomická teorie byla více či méně začleněna do klasické tradice, jež jí předcházela. Podle německého ekonoma Josepha A. Schumpetera nebyli američtí ekonomové přítomni u vzniku nové teorie. Aktivně se budování účastnili až mezi lety 1870 a 1914 dva ekonomové, John Bates Clark a Irving Fisher. Oni a další přinesli neoklasickou teorii do amerických novin, škol a učebnic. Nakonec jejich paradigma ovlivnilo celou ekonomickou vědu v této zemi.
V revizi historie teorie užitku ekonom George Stigler napsal, že Fisherova disertační práce byla „brilantní“ a zdůraznil, že obsahovala „první pečlivé zkoumání měřitelnosti užitkové funkce a její relevantnosti k teorii poptávky.“ Zatímco jeho publikovaná práce vykazovala neobvyklý stupeň matematické sofistikovanosti na ekonoma své doby, Fisher se vždy snažil oživit svou analýzu a prezentovat své teorie co nejjasněji. Například pro doplnění důkazů ve své disertační práci postavil propracovaný hydraulický stroj s čerpadly a pákami, což mu umožnilo vizuálně demonstrovat, jak se rovnovážné ceny na trhu upravovaly v reakci na změny nabídky nebo poptávky.

### Úrok a kapitál
Fisher je dnes pravděpodobně v neoklasické ekonomii nejlépe známý pro svou teorii kapitálu, investice a úrokové sazby, která byla poprvé zmíněna v jeho díle Povaha kapitálu a příjmu (1906) a dále rozpracována v díle Úroková sazba (1907).
Jeho pojednání Teorie úroku z roku 1930 shrnovalo celoživotní výzkum kapitálu, kapitálového rozpočtování, úvěrových trhů a faktorů určujících úrokové sazby (včetně inflace). Fisher viděl, že subjektivní ekonomická hodnota není jen funkcí množství zboží a služeb, které vlastní nebo směňuje, ale také okamžiku, kdy jsou nakupovány za peníze. Zboží, které je k dispozici nyní, má jinou hodnotu než stejné zboží, které je k dostání později; hodnota má časový i kvantitativní rozměr. Relativní cena zboží dostupného k pozdějšímu datu se měří úrokovou sazbou. Fisher volně využil standardní diagramy používané k výuce vysokoškolské ekonomiky, ale označil osy jako „spotřeba nyní“ a „spotřeba příští období“ (místo obvyklých schematických alternativ „jablka“ a „pomeranče“). Výsledná teorie byla podrobně představena v jeho Teorii zájmu. Tento model, později zobecněný na případ zboží K a období N (včetně případu nekonečně mnoha období), se stal standardní teorií kapitálu a úroku a je popsán v dílech ekonomů Gravella a Reese, Aliprantise, Browna a Burkinshawa. Tento teoretický pokrok vysvětluje také americký ekonom Hirshleifer.

### Monetární politika
Fisherův výzkum základní teorie cen a úrokových sazeb nereflektoval přímo sociální problémy své doby. Na druhou stranu, jeho peněžní ekonomika ano a ta se také stala stěžejním bodem jeho kariéry. Byl to právě Fisher (následující průkopnickou práci Simona Newcomba), který zformuloval kvantitativní teorii peněz z hlediska „směnné rovnice“:
“Nechť M je celková zásoba peněz, P cenová hladina, T množství transakcí používajících peníze a V rychlost oběhu peněz, takže platí: M • V = P • T “
Později ekonomové nahradili T reálnou produkcí Y (nebo též Q), často kvantifikovanou reálným hrubým domácím produktem (HDP). Fisherova publikace Appreciation and Interest byla abstraktní analýzou chování úrokových sazeb při změně cenové hladiny.
Fisher věřil, že investoři a spořitelé byli v různé míře zaslepeni iluzí peněz. V ideálním světě by změny cenové hladiny neměly žádný vliv na výrobu nebo zaměstnanost. Ve skutečném světě spolu s iluzí peněz způsobila inflace (a deflace) vážné škody. Po více než čtyřicet let vymýšlel Fisher různá schémata pro stabilizaci peněz, tj. stabilizaci cenové hladiny. Byl jedním z prvních, kdo podrobil makroekonomické údaje včetně stavu peněz, úrokových sazeb a cenové hladiny statistickým analýzám a testům. Ve dvacátých letech představil techniku nazývanou distribuované zpoždění. Indexová čísla hrála důležitou roli v jeho monetární teorii a jeho kniha Tvorba indexových čísel je dodnes významná. Fisher za svého hlavního soupeře považoval švédského ekonoma Knuta Wicksella. Fisher se zasazoval o stručnější vysvětlení kvantitativní teorie peněz, která dle něj spočívala téměř výhradně na dlouhodobých cenách. Wicksellova teorie byla podstatně složitější, počínaje úrokovými sazbami v systému změn reálné ekonomiky. Ačkoli oba ekonomové ze svých teorií dospěli k závěru, že jádrem hospodářského cyklu (a hospodářské krize) byla vládní měnová politika, s ostatními částmi svých prací po celý život nesouhlasili a vskutku tuto debatu vedli o půl století později i zástupci keynesiánství a monetarismu.

### Dluhová deflace
Po pádu akciového trhu v roce 1929 a na počátku začínající Velké hospodářské krize vyvinul Fisher teorii hospodářských krizí nazvanou deflace dluhu, která připsala krizi za vinu prasknutí tzv. ekonomické bubliny. Fisher předpokládá, že jakmile dojde k prasknutí ekonomické bubliny, spustí se řada reakcí, které mají vážný negativní dopad na reálnou ekonomiku:
1. Likvidace dluhu a nouzový prodej
2. Vyplácí se kontrakce peněžní zásoby v podobě bankovních úvěrů  
3. Pokles cen aktiv
4. Stále větší pokles čistého jmění podniků, což urychluje bankroty
5. Pokles zisku
6. Snížení produkce, obchodu a zaměstnanosti
7. Pesimismus a ztráta důvěry
8. Hromadění peněz
9. Pokles nominálních úrokových sazeb a zvýšení úrokových sazeb zbavených o deflaci (deflace dluhu je nyní hlavní teorií, s níž je spojeno Fisherovo jméno)

## Krach na newyorské burze 1929
Krach na newyorské burze a následná velká hospodářská krize stála Fishera značnou část jeho osobního bohatství a akademické reputace. Známá je jeho předpověď devět dní před krachem, kdy předpověděl, že ceny akcií zřejmě dosáhly tzv. trvale vysoké hladiny. 21. října 1929 Fisher prohlásil, že se trh pouze zbavuje extrémních složek společnosti a následně vysvětlil, proč si myslí, že ceny stále zatím nedosáhly své opravdové hodnoty a měly by tak ještě narůst. Ve středu 23. října na zasedání bankéřů oznámil, že „bezpečnostní hodnoty ve většině případů nebyly navýšeny“. Měsíce po krachu stále ujišťoval investory, že se situace co nejdříve napraví. Ovšem jakmile krize udeřila v plné síle, varoval, že probíhající deflace byla příčinou katastrofální kaskádové platební neschopnosti, která v tu dobu trápila americkou ekonomiku, jelikož deflace navýšila reálnou hodnotu dluhů v amerických dolarech. Fisher byl natolik zdiskreditován, jednak svými prohlášeními z roku 1929 a jednak zkrachováním jeho vlastní firmy, kterou založil, že se pouhá hrstka lidí pozastavila nad jeho analýzou hospodářské krize o deflaci dluhu. Namísto toho se většina lidí obracela k myšlenkám Keynese, ovšem od 80. let se Fisherova teze o deflaci dluhu opět vrací do ekonomického povědomí.

## Konstruktivní zdanění příjmů
Profesor ekonomie právnické školy v Miami Lawrence Lokken udělal čest knize Irvinga Fishera z roku 1942 konceptem, který stál za reformou zvanou Unlimited Savings Accumulation Tax, která byla zavedena americkým senátem v roce 1995 těmito senátory: Pete Domenici (Nové Mexiko), Sam Nunn (Georgie) a Bob Kerrey (Nebraska). Koncept spočíval v tom, že zbytečné výdaje (jež jsou zákonem obtížně definovatelné) lze zdanit tím, že se zdaní příjem vyjma všech čistých investic a úspor a vyjma rozpočtu na nezbytné nákupy, čímž se získají prostředky dostupné pro investice.

## Kampaně v oblasti sociální a zdravotní
V roce 1898 byla Fisherovi diagnostikována tuberkulóza, tatáž nemoc, na kterou zemřel jeho otec. Po třech letech strávených v sanatoriu se nakonec plně zotavil. Tato zkušenost ho dovedla k tomu stát se aktivistou v oblasti zdravotnictví. Byl jedním ze zakladatelů Life Extension Institute, v jehož rámci vydal bestsellerovou knihu Jak žít: Pravidla pro zdravý život na základě moderní vědy v roce 1915. Doporučoval pravidelně cvičit a omezit požívání červeného masa, tabáku a alkoholu.  V roce 1924 napsal pro časopis Reader’s Digest článek proti kouření, ve kterém argumentoval, že tabák redukuje svalovou hmotu, její odolnost a životní sílu a že v menší míře působí jako narkotický jed, opium a alkohol. Fisher podporoval vládní prohibici alkoholu ve 20. letech a napsal tři příručky, ve kterých se zastával prohibice ve Spojených státech z důvodu zlepšení veřejného zdraví a ekonomické produktivity. Také obhajoval eugeniku, když sloužil ve vědecké poradní radě Eugenics Record Office a jako první prezident americké eugenické společnosti.
Když byla jeho dceři diagnostikována schizofrenie, nechal ji Fisher léčit ve státní nemocnici v Trentonu v New Jersey. Ředitel této nemocnice, psychiatr Henry Cotton, věřil v teorii ohniska nákazy, podle níž jsou duševní poruchy výsledkem působení infekční tkáně v kořenech zubů, útrobách střev a dalších místech v těle. Cotton také tvrdil, že odstranění této tkáně může pomoci zmírnit pacientovu duševní poruchu. V Trentonu podstoupila Margaret Fisherová operaci, kdy jí byly odstraněny části střeva, což nakonec vedlo k její smrti. Irving Fisher přesto zůstal přesvědčený o správnosti Cottonovy  léčby.[zdroj⁠?!]